# Tarciso
Tarciso, właśc. José Tarciso de Souza (ur. 15 września 1951 w São Geraldo, zm. 5 grudnia 2018 w Porto Alegre) – brazylijski piłkarz, występujący podczas kariery na pozycji napastnika.

## Kariera klubowa
Tarciso karierę piłkarską rozpoczął w klubie Américe Rio de Janeiro w latach 1969 roku. W Américe 8 sierpnia 1971 w zremisowanym 0–0 meczu z Botafogo FR Tarciso zadebiutował w lidze brazylijskiej. W latach 1973–1985 występował w Grêmio Porto Alegre. Z Grêmio zdobył mistrzostwo Brazylii 1981, Copa Libertadores 1983, Puchar Interkontynentalny w 1983 oraz czterokrotnie mistrzostwo stanu Rio Grande do Sul – Campeonato Gaúcho w 1977, 1979, 1980, 1985. W 1975 roku z 13 bramkami został królem strzelców ligi stanowej.
W 1986 roku krótko grał w Criciúmie, z której przeszedł do Goiás EC. Z Goiás zdobył mistrzostwo stanu Goiás – Campeonato Goiano w 1986 roku. W latach 1987–1988 Tarciso występował w Paragwaju w Cerro Porteño, z którym zdobył mistrzostwo Paragwaju 1987. Po powrocie do Brazylii występował w Coritibie. W Coritibie 18 grudnia 1988 w zremisowanym 1–1 meczu z Grêmio Porto Alegre Tarciso po raz ostatni wystąpił w lidze. Ogółem w latach 1971–1988 w lidze brazylijskiej wystąpił w 327 meczach i strzelił 87 bramek. Karierę zakończył w 1990 w São José Porto Alegre.

## Kariera reprezentacyjna
Tarciso w reprezentacji Brazylii zadebiutował 12 marca 1978 w wygranym 7–0 meczu ze stanem Rio de Janeiro. W meczu międzypaństwowym zadebiutował 1 kwietnia 1978 w przegranym 0–1 towarzyskim meczu z reprezentacją Francji. Drugi i ostatni raz w reprezentacji w meczu międzypaństwowym Tarciso wystąpił 24 października 1979 w przegranym 1–2 meczu z reprezentacją Paragwaju podczas Copa América 1979.
| Mecze i gole w reprezentacji | Mecze i gole w reprezentacji | Mecze i gole w reprezentacji | Mecze i gole w reprezentacji | Mecze i gole w reprezentacji | Mecze i gole w reprezentacji | Mecze i gole w reprezentacji |
| #                            | Data                         | Miasto                       | Przeciwnik                   | Gol                          | Wynik                        | Rozgrywki                    |
| ---------------------------- | ---------------------------- | ---------------------------- | ---------------------------- | ---------------------------- | ---------------------------- | ---------------------------- |
| N1.                          | 12.03.1978                   | Niterói                      | Rio de Janeiro               |                              | 7:0                          | towarzyski                   |
| N2.                          | 19.03.1978                   | Goiânia                      | Goiás                        | Gol                          | 3:1                          | towarzyski                   |
| N3.                          | 22.03.1978                   | Kurytyba                     | Parana                       |                              | 1:0                          | towarzyski                   |
| 1.                           | 01.04.1978                   | Paryż                        | Francja                      |                              | 0:1                          | towarzyski                   |
| N4.                          | 13.04.1978                   | Mediolan                     | Inter Mediolan               |                              | 2:0                          | towarzyski                   |
| N5.                          | 21.04.1978                   | Madryt                       | Atlético Madryt              |                              | 3:0                          | towarzyski                   |
| 2.                           | 24.10.1979                   | Asunción                     | Paragwaj                     |                              | 1:2                          | Copa América 79              |
| N6.                          | 02.04.1980                   | Rio de Janeiro               | Brazylia jun.                |                              | 7:1                          | towarzyski                   |